# Lakandasht
Lakandasht (persiska: لكندشت, ليَچَندَش, لَگَندَشت, لَچَندَش, لَنگَدَشت) är en ort i Iran.   Den ligger i provinsen Ardabil, i den nordvästra delen av landet, 400 km nordväst om huvudstaden Teheran. Lakandasht ligger 1 747 meter över havet och antalet invånare är 216.
Terrängen runt Lakandasht är lite bergig. Runt Lakandasht är det ganska glesbefolkat, med 38 invånare per kvadratkilometer. Närmaste större samhälle är Fārāb, 10,6 km sydost om Lakandasht. Trakten runt Lakandasht består i huvudsak av gräsmarker.